# Tepezalá
Tepezalá é um município do estado de Aguascalientes, no México.